# 杰尼瓦县 (亚拉巴马州)
杰尼瓦县（英語：Geneva County）是位于美国亚拉巴马州南部的一个县，县治杰尼瓦。根据美国人口调查局2000年统计，共有人口25,764，其中白人占87.11%、非裔美国人占10.65%。